# Ardclough
Ardclough, officiellement Ardclogh (prononcé en anglais : [ɑr d ˈ k l ɑ: x] ; en irlandais : Ard Cloch, haute pierre), est un village et une communauté de la paroisse de Kill, dans le comté de Kildare, en Irlande.
Le village est à 3 km de la route nationale N7. Arthur Guinness y est inhumé (il y est probablement né), pour respecter la « tradition du retour » à Reads, Huttonread, son lieu de naissance.

## Situation
Ardclough est situé sous deux contreforts détachés des Montagnes de Wicklow, Lyons Hill et Oughterard, sur des sols parmi les plus fertiles d'Irlande. La Liffey passe à un kilomètre. Les principales artères de transport au sud et au sud-ouest de l'Irlande traversent la localité. La ligne de chemin de fer principale vers Cork et Tralee, le canal vers Shannonbridge et la N7 passent à proximité.
Alors que la commune d'origine d'Ardclough était située à l'ouest du canal dans un terrain aujourd'hui inaccessible, et contenait le site sur la rive opposée du canal de l'église paroissiale originale de Lyon (1810) et un groupe de carrières, le site qui correspond aujourd'hui à Ardclough se rapproche plus des townlands de Tipperstown et Wheatfield, où des logements ont été construits en 1876 et 1989. Le développement de 54 maisons sur un site voisin a été planifié, mais n'a pas encore commencé. La construction d'une nouvelle école nationale de 16 classes a commencé près du site d'origine de Tipperstown House en janvier 2011.
Un nouveau cimetière est également prévu au sud-est du centre actuel du village.

## Géologie
Le sol est principalement composé d'un riche terreau, variant de 25 à 40 cm de profondeur, reposant sur un substrat dur et compact de calcaire. La nappe phréatique est anormalement peu profonde. Le groupe de collines voisines : Lyons et Oughterard dans le comté de Kildare, Windmill Hill,  Athgoe, et Rusty Hill dans le comté de Dublin, sont composées d'ardoise argileuse, d'ardoise et de granit (grauwacke). Le grauwacke se compose de petits grains de quartz finement arrondis et anguleux, de nombreuses écailles minuscules de mica, de petits fragments d'ardoise argileuse et parfois de portions de feldspath et de grès rouge.

## Toponymie
Le village a été cité pour la première fois sous le nom de "Aclagh" sur la carte de 1783 d'Alexander Taylor. C'était le site d'implantation d'une maison massive (plus tard l'ancienne église d'Ardclough), de l'école et des trois plus grandes des sept carrières locales, sur la rive opposée du canal.
À partir de 1837, il a été mentionné sous la forme 'Ardclogh', plus tard 'Ardclough'.
Le nom vient probablement de Ard Cloch, signifiant "haute pierre ou bâtiment en pierre".

## Habitat
La région offre une combinaison d'habitats de collines, de bois et d'eau. Plus de 35 espèces d'oiseaux ont été identifiées et la pêche au gros du brochet, de la perche, du gardon et du rotengle est courante le long du canal.[citation nécessaire]

## Commodités
Parmi les bâtiments de la communauté se trouvent aujourd'hui une école nationale, une église, le Ardclough GAA Club et un magasin "Buggys".
Ardclough possède également une tour ronde historique à Oughterard.

## Histoire

### Site royal
La première preuve d'habitation humaine à Ardclough a été la découverte d'un silex daté de 4800 - 3600 av. J-C, pièce rare dans ce type de milieu.
Lyons Hill a été le site de dix Uí Dúnchada, rois de Leinster.
La Bataille de Glenmama, où Brian Boru a vaincu Máel Mórda roi de Leinster et Sitric Silkbeard, Roi de Dublin, en 999, aurait eu lieu du côté dublinois d'Oughterard Hill,. La région a tiré sa propre légende dans le Dindsenchas, Liamuin.
Lyons devint ensuite la résidence des Aylmer,, Tyrrell et Lawless,.

### Bâtiments historiques
Cinq églises médiévales et trois châteaux sont visibles dans la région. Le plus important est Oughter Ard, un monastère du VIIe siècle associé aux saints Briga (fête le 21 janvier) et Derchairthinn (fête le 8 mars) et le site d'une tour ronde. Des recherches récentes ont estimé que l'église en ruine date de 1350, et non de 1609 comme on le croyait auparavant. C'était le site d'un manoir royal. Whitechurch, (Ecclesia Alba, du nom de l'ordre des Carmélites) a été accordée en 1320 et confirmé en 1508. Une seule pierre tombale rappelle l'église de Castledillon, (1000), autrefois une paroisse à part entière. Le cimetière à côté d'une autre église disparue à Clonaghlis, (avant 1206) est toujours utilisé, il est associé aux saintes féminines Fedhlim et Mughain. À Castlewarden (vers 1200) l'église a disparu. Reeves Castle, sur la route de Celbridge, a été construit au XIVe siècle.
Une maison massive construite près de la colline d'Oughter Ard en 1714 devint le site de la première église catholique moderne en 1810 et une école en 1839. La paroisse de Lyons fut unie à Oughterard en 1541 et à Kill en 1693. Le centre de la paroisse déménagea à Kill en 1823. L'ancienne église paroissiale de Lyon (construite en 1810, rénovée en 1896) a été désacralisée en 1985, c'est maintenant une habitation privée. Elle a été remplacée par une nouvelle église à Tipperstown, conçue par Paul O'Daly. Une cuve baptismale en marbre, apportée de Rome par Valentine Lawless et présente à l'église, a été transportée à Lyons House pour être conservée en lieu sûr, mais reste la propriété de la paroisse.
Un site entouré de douves bien conservées à Puddlehall date du XIIIe siècle, il a été cité à l'University College Dublin par le professeur Sean O Riordain comme l'un des plus beaux exemples de maison entourée de douves en Irlande. Les maisons-tours de Lyons, Reeves et Oughter Ard  datent du XIVe siècle. Les grandes maisons de Bishopscourt (construite en 1790) et de Lyon (construite en 1804-1810) ont fourni le centre économique de la communauté au XIXe siècle, tout comme le Grand Canal (il atteint Ardclough en 1763) à proximité de la 13e écluse.

### Grand canal
Lorsque les travaux sur le Grand Canal commencèrent en 1756, Ardclough fut l'un des premiers tronçons à être creusé. Le canal atteignit Ardclough en 1763, lorsque la 13e écluse, une double écluse 40 m construite avec du mortier de Pozzuolona, fut ouverte, conception ambitieuse de l'ingénieur original du canal, Thomas Omer. Après que les plans d'Omer se soient avérés trop coûteux, un nouvel ingénieur, John Trail, a repris la construction du canal en 1768, la capacité proposée du canal a été réduite de 170 tonnes à des barges de 40 tonnes. Les archives du canal montrent que "L'écluse de Lyon ou de Clonaughles" a été réduite en taille en 1783, mais le canal à travers la treizième écluse rappelle le plan original d'Omer, 6 de large, par rapport à la largeur de 4 m adoptée par Trail.
Ardclough Bridge a été nommé dans les plans originaux de la famille Bruton de Clonaghlis mais construit avec une plaque signalétique portant le nom de la famille Henry de Straffan. À partir de 1777 une rivière locale, la Morrel est proposée comme source en eau du canal, la construction reprend et les premiers bateaux à passagers sont remorqués jusqu'à Sallins en février 1779.
Le propriétaire foncier local Valentine Lawless, 2e Baron Cloncurry était un passionné du canal, construisant le moulin de Lyons et le complexe du village de l'écluse dans les années 1820 et servant en tant que président de la Grand Canal Company, cinq fois au cours de sa vie. Le canal était une voie de passage importante, bien que lente, transportant les passagers de l'hôtel de John Barry à Lyon. Lorsqu'en 1834, les Flyboats ont augmenté la vitesse moyenne des bateaux à passagers de 4,8 km/h à 12,4 km/h, le premier chemin de fer d'Irlande était déjà en construction.
Le canal a culminé à 120 615 passagers en 1846, l'année du début de la construction de la ligne ferroviaire Dublin-Cork. Lorsqu'une ligne de chemin de fer Dublin-Galway a été ouverte en 1850, la fermeture du service de passagers, rarement rentable, a suivi en 1852. Le trafic de marchandises a continué à utiliser le canal pendant encore 108 ans, culminant à 379,045 tonnes en 1865 lorsqu'une moyenne de 90 barges par jour passaient par Ardclough. Le canal a été motorisé de 1911 à 1924 et a fermé au fret en 1960, mais reste une voie de passage pour les bateaux de plaisance.[citation nécessaire] Les traces des cordes des barges tirées par des chevaux peuvent encore être vues à Ardclough au pont-canal. Une croyance populaire avait cours selon laquelle le canal était hanté à la treizième écluse parce qu'il avait été creusé à travers un cimetière, une référence possible au cimetière voisin de Clonaghlis.

### Évènements notables
Le Great Southern & Western Railway (construit en 1844) et la gare de Straffan (utilisée jusqu'en 1947) ont amorcé les communications avec Dublin pour les marchands de bétail et de chevaux. Un accident ferroviaire le 5 octobre 1853, le troisième pire de l'histoire ferroviaire irlandaise, tua 18 personnes dont quatre enfants dans la ville de Clownings. Cela s'est produit dans un épais brouillard lorsqu'un train de marchandises a heurté l'arrière d'un train de voyageurs en panne à un point situé à 974 mètres au sud de l'ancienne gare de Straffan. Le train de marchandises a brisé le wagon de première classe, qui a parcouru un quart de mile à travers la gare. La tragédie a fait l'objet d'un poème du poète né dans le Donegal William Allingham,,.
Dans l'affaire de sédition d'Ardclough en octobre 1917, Nora J Murray, poétesse et écrivaine nationaliste, la directrice de l'école publique d'Ardclough a été accusée par l'unioniste irlandais local Bertram Hugh Barton de « sédition en temps de guerre » en vertu de la loi sur la défense du royaume. Il s'est plaint de son enseignement de l'histoire irlandaise, illégal à l'époque, dans une plainte déposée au nom d'une des locataires de Barton, Kathleen Bourke, militante de la Women's Unionist Association. Après qu'un fonds de défense local ait été monté par l'INTO et la communauté locale, l'accusation n'a pas été poursuivie par le régime du château de Dublin mais Murray, elle, a été forcée de quitter la région ; la maison où elle logeait a ensuite été incendiée par l'armée britannique.
La ferme Barnewell à Lyons était le quartier général des forces anti-traité dans le nord de Kildare pendant la guerre civile irlandaise.
Le 22 juin 1975, Christy Phelan, résident de Whitechurch, a été tué lorsqu'il a engagé un groupe d'hommes qui posaient une bombe sur la voie ferrée près de Baronrath. La bombe a été conçue pour faire dérailler le train qui se rendait à la commémoration du républicain Wolfe Tone à Bodenstown. Son intervention désintéressée a empêché une plus grande perte de vies. Il s'agit de l'une des nombreuses opérations d'infiltration britanniques menées contre des cibles civiles dans la République pendant les Troubles, actuellement sous enquête par la Commission Barron.
Le plus hold-up de train à ce jour dans l'histoire de l'Irlande a eu lieu à Kearneystown le 31 mars 1976, lorsque 150 000 £ ont été volées dans le train postal Dublin-Cork.
Daniel O'Connell (1775–1847) s'est battu en duel avec John d'Esterre à Oughterard le 1er février 1815.

### Économie
Les carrières de calcaire (cavité enregistrée en 1804) ont fait de la ville d'Ardclough, située sur une rive du canal, le centre de l'activité économique des années 1800 jusqu'à la mort du propriétaire Patrick Sullivan en 1879 (pic d'activité des années 1850). Cette commune fut également choisie pour accueillir l'église paroissiale de Lyon (1811) et l'école nationale Sainte-Anne (1834). La Boston Lime Company a réduit le prix à six shillings par chargement en 1875, mais une note de bas de page dans les résultats du recensement de 1891 attribue le déclin de la population de 75 à 21 habitants dans la ville d'Ardclough à la fermeture de carrières. La pierre était amenée par chemin de fer léger jusqu'aux quais voisins et par barge fluviale jusqu'au four à chaux de Sullivan. Le calcaire d'Ardclough a été utilisé pour la construction de la prison et de l'hôpital de Naas. Les rapports de recensement du milieu du XIXe siècle indiquent comment la petite ville d'Ardclough en est venue à donner son nom au district voisin, mais en 1901, il n'y avait plus que six habitants.
Un groupe d'entrepôts et d'ateliers à Lyons lockyard village a été en grande partie construit dans les années 1820, avec un moulin (loué à William Palmer 1839 et Joseph Shackleton, deuxième cousin de l'explorateur antarctique Ernest Shackleton, 1853 , converti en moulin à rouleaux en 1887), hôtel (loué par Patrick Barry 1840-60), poste de police (actif 1820-73,) et le chantier naval. Ce complexe employait plus de 100 personnes à son apogée, mais a décliné lorsque l'attention s'est détournée du canal, du déclin de la fortune de la famille Lawless et, plus dramatiquement, à la suite de l'incendie accidentel du moulin en 1903. En septembre 2006, les bâtiments ont été reconvertis en résidences thématiques et en restaurant.[réf. nécessaire].

### Ardclough déménage
Lorsque le club GAA (1936), la salle communautaire (1940, reconstruite en 2004) et l'école (1950) ont été construits à un carrefour sous le pont Henry, cela a déplacé l'attention de la communauté vers un site à Tipperstown, qui est considéré comme le nouvel Ardclough. La population a augmenté par l'implantation des maisons construites à Wheatfield (1940), Boston Hill (1949–51) et Tipperstown (Wheatfield Estate 1976, Lishandra Estate 1989). Une nouvelle église catholique conçue par Paul O'Daly a été érigée à proximité en 1985.

## Sports

### GAA
Ardclough GAA (communauté associée à Hazlehatch Irish Harpers 1887-8, actif sous le nom d'Ardclough 1924-5, refondée en 1936) est la plus petite communauté à avoir remporté un championnat du Kildare County Senior Football, battant une équipe de l'armée qui comprenait toute l'Irlande et des joueurs interprovinciaux lors de la finale rejouée de 1949. Le club de hurling a été fondé en 1948. L'un des plus titrés de Kildare, il a remporté 13 championnats : en 1968, 1973, 1975, 1976, 1979 , 1980, 1981, 1982, 1983, 1985, 2004, 2006 et 2017. En 2006, les joueurs sont devenus champions de Leinster, perdant face aux éventuels champions de toute l'Irlande après prolongations, en quart de finale, nommés Kildare GAA, club de l'année. L'équipe de hurling senior de Kildare 2008 comprenait six joueurs d'Ardclough.
Le club de Camogie d'Ardclough  (fondé en 1962 par Mick Houlihan, relancé en 1983 par Phyllis Finneran) a remporté un championnat senior de Kildare en 1968. Bridget Cushen a été sélectionnée dans l'équipe de camogie du siècle de Kildare.

### Équitation
Les chevaux champions d'Ardclough dans les courses nationales (autrefois décrits comme "les quatre chevaux de l'Ardcloughalypse") incluent The Tetrarch (1911, considéré comme probablement le meilleur cheval de deux ans de l'histoire des courses irlandaises),  Captain Christy (vainqueur de la Cheltenham Gold Cup, 1974), Star Appeal (vainqueur du Prix de l'Arc de Triomphe, 1975) et Kicking King (vainqueur Cheltenham Gold Cup, 2005). Les entraîneurs de chevaux père et fils Pat Taaffe et Tom Taaffe venaient d'Alasty. En tant que jockey Pat Taaffe (1930–92) a monté deux vainqueurs du Grand National anglais, Quare Times en 1955, Gay Trip en 1970 et a été champion national irlandais six fois.

### Autres sports
David Ritchie, d'Oughterard, a aménagé le premier parcours de golf d'Irlande.
Ardclough a brièvement eu un club de football en 1941-1943.
Basil Phipps a lancé sa carrière de pilote de moto en 1947 et a organisé des courses chez lui, à Connacht. Fionn Carr a été le meilleur marqueur d'essais pour le club de rugby du Connacht lors de la campagne de la Magners League 2008/2009 et a ensuite signé pour le club du Leinster Rugby.

## Monde associatif
La fanfare d'Ardclough s'est produite à Bodenstown en 1914 et à la finale de football senior du comté de Kildare en 1949.
Une branche du LDF/FCA (8 novembre 1941), Fianna Fáil (1931), Labour (1943), Fine Gael (1943) et Macra na Feirme (1955) a été active localement. Tout comme l'Irish Countrywomen's Association (active de 1941 à 1942 et relancée en 1974, avec Maura Costello (1924-2011) comme présidente) et Comhaltas Ceoltóirí Éireann (branche créée en 1966 avec Paddy Corry (1916-1971) en tant que président).

## Personnalités locales

### Ont vécu à Ardclough
- Ronan Keating (b.1977), chanteur de Boyzone, a grandi à Ardclough .
- George Ponsonby (1755–1817), first counsel to the revenue commissioners.
- Tony Ryan (1936–2007), fondateur de Ryanair et de Guinness Peat Aviation, a acheté une maison à Lyons quelques années avant sa mort.

### Nés à Ardclough
- Charlie McCreevy (b.1948), Ministre des Finances du Government of Ireland (1997–2004) et commissaire européen pour Internal Market and Services (2004-2010) a grandi près du Grand Canal.
- George Ponsonby (1755–1817), leader de l'opposition à la British House of Commons à Westminster et leader du parti Whig (1808–1817), né à Bishopscourt.

### Inhumés à Ardclough
- John Philpot Curran (1750–1817), homme de loi, patriote et ami de Valentine Lawless, son corps a été déposé temporairement au mausolée de Lyons avant d'être emmené à Glasnevin[52].
- Arthur Guinness (1725–1803), fondateur de la célèbre brasserie inhumé à Oughterard. Il est le fils de Richard Guinness et Elizabeth Read (1698–1742). Il est natif de Bishopscourt, agent et receveur du Dr Arthur Price.